# حسين معرفي
حسين محمد جواد معرفي مواليد دولة الكويت (1935 - 1 يناير 1986) ، نائب سابق في مجلس الأمة الكويتي ، في الفصل التشريعي الخامس عام (1975) عن الدائرة السابعة - الدسمة - وحصل علي المركز الرابع ب (1513) صوت ، وفاز بالانتخابات.

## السيرة الذاتية
ولد في الكويت حي الوسط سنة 1935 م ، عمل في وزارة الصحة فكان مسئولاً عن مخازنها ، وخاض انتخابات مجلس الأمة بنجاح ممثلاً عن منطقة الشرق سنة 1980 م ، وعندما توفي والده قام بالإشراف على تجارته ، كما أسس صندوق آل معرفي للضمان الاجتماعي سنة 1974 م وهو صندوق اجتماعي خيري يشارك به غالبية أفراد العائلة بمبالغ شهرية للاستفادة منها في المحن والكوارث التي تصيب عائلة معرفي وقد أدى هذا الصندوق ثماره إبان احتلال العراق للكويت سنة 1990 م حيث تم صرف مبلغ شهري وقدره 200 دينار كويتي لكل فرد من أفراد الأسرة وأنسابهم طيلة فترة الاحتلال ومع الظروف الاقتصادية الصعبة التي عاشها الكويتيون في تلك المحنة.